# Buriticá

Bandeira de Buriticá.

Localização de Buriticá, no departamento de Antioquia.

Buriticá é uma cidade e município da Colômbia, no departamento de Antioquia. Dista 127 qilômetros de Medellín, a capital do departamento, e possui uma superfície de 364 quilômetros quadrados, estando 1.625 metros acima do nível do mar.